# Армфельд, Наталья Александровна
Наталья Александровна Армфельд (8 января 1850, Москва — 29 сентября 1887, Усть-Кара, Забайкальская область) — русская революционерка, народница, член кружков «чайковцев» и «киевских бунтарей».

## Биография
Родилась в обеспеченной дворянской семье шведско-финского рода Армфельдов. Отец — выпускник медицинского факультета Московского университета, профессор судебной медицины Александр Осипович Армфельд, мать — Анна Васильевна (в девичестве Дмитревская; 1821 — 7.02.1888), дочь статского советника, в браке с 1841 года. В семье родилось 9 детей, но только четверо дожило до зрелых лет: Александр (1842—1897), Ольга (в замужестве Федченко) (1845—1921), Наталья и Николай (1858—1880).
Получила хорошее домашнее образование. Окончила Московский Николаевский институт. Училась на математическом факультете Гейдельбергского университета, делая успехи в математике. Оказалась под влиянием политэмигрантов и радикальной учащейся молодёжи.
В начале 70-х гг. вернулась в Россию с намерением «идти в народ» и примкнула к московскому кружку «чайковцев». В 1874 году отправилась с подругой Варварой Батюшковой вести противоправительственную пропаганду и распространять запрещённые издания среди крестьян. После ареста в деревне Елецкого уезда Орловской губернии была выслана к матери, в её имение Тропарёво Можайского уезда Московской губернии.
В сентябре 1875 года снова арестована за «преступную пропаганду» среди крестьянских детей в открытой ею школе в Тропарёво, административно выслана под надзор полиции в г. Буй Костромской губернии.
В 1877 году по болезни получила разрешение жить в имении матери. Сюда к ней неоднократно приезжали А. И. Желябов, С. Л. Перовская и другие известные народники. В Тропарёво С. Перовская приезжала просить 9 тыс. рублей под вексель, которые были необходимы для поддержки народников, осуждённых на процессе 193-х.
В середине апреля 1878 года тайком уехала из определённого для жительства места. Сначала проживала в Москве, затем переехала в Киев, где вошла в кружок «киевских бунтарей». Была арестована 1 февраля 1879 года. Во время ареста революционеры оказали вооружённое сопротивление, один жандарм был убит, были раненые. На следствии пыталась взять вину в убийстве жандарма на себя. Осуждена 30 апреля — 4 мая 1879 года Киевским военно-окружным судом на процессе «киевских бунтарей» и приговорена к лишению прав и каторжным работам на 14 лет 10 месяцев с бессрочным поселением в Сибирь.
22 ноября 1879 года прибыла на Кару. Сначала помещена в тюрьму на Нижнем прииске, потом переведена на Среднюю Кару, после — на Усть-Кару. Все средства, присылаемые состоятельными родственниками, отдавала в общую кассу заключённых. Хорошо рисовала, просила разрешения заниматься живописью, но ей было отказано.
В 1883 году (вместе с С. Лешерн фон Герцфельд и О. Веймаром) ей было предложено раскаяться в своих «заблуждениях» и тем заслужить прощение. Отвергла это предложение.
В 1885 году после 5 лет заключения была выпущена в вольную команду. 3 мая 1887 года обвенчалась с политзаключённым Алексеем Ивановичем Комовым.
29 сентября 1887 года умерла от туберкулёза.

## Семья
Муж — Алексей Иванович Комов (1853 — 1919)
- дочь (1885—1887).

## Интересные факты
- Н. А. Армфельд дружила со знаменитой женщиной-математиком Софьей Ковалевской.
- Через своих знакомых Л. Н. Толстой настойчиво хлопотал перед разными лицами (вплоть до императрицы) о смягчении участи осуждённой на Карийской каторге Н. А. Армфельд (в январе-мае 1884 г. неоднократно).
- В 1885 году американский журналист и путешественник Джордж Кеннан по просьбе Л. Н. Толстого трижды посещал дом на каторге, где жила Армфельд.

## В литературе
Наталья Александровна Армфельд послужила Л. Н. Толстому прототипом революционерки М. П. Щетининой в романе «Воскресение».